# Cultura di La Tène
La cultura di La Tène prende il nome dal sito archeologico situato nell'omonimo villaggio che si trova sulle sponde del lago di Neuchâtel, in Svizzera, dove nel 1857 Hans Kopp scoprì un grande deposito votivo dell'età del Ferro. Dal sito provengono oltre 2500 oggetti, soprattutto in ferro, tra cui spade, scudi, brocche, attrezzi vari e parti di carri; molte anche le ossa di uomini e animali rinvenute.  La Tène è il sito tipo e il termine che gli archeologi usano per il periodo successivo della cultura e dell'arte degli antichi Celti, un termine che è saldamente radicato nella comprensione popolare, ma che presenta numerosi problemi per gli storici e gli archeologi.
Si sviluppò e fiorì durante la tarda età del ferro (dal 450 a.C. circa alla conquista romana del I secolo a.C.), succedendo alla cultura di Hallstatt della prima età del ferro senza alcuna rottura culturale definita, sotto una notevole influenza mediterranea da parte dei Greci nella Gallia preromana, degli Etruschi, e della cultura di Golasecca , ma il cui stile artistico non dipendeva comunque da queste influenze mediterranee.
L'estensione territoriale della cultura di La Tène corrispondeva alle attuali Francia, Belgio, Svizzera, Austria, Inghilterra, Germania meridionale, Repubblica Ceca, Italia settentrionale e Italia centrale, Slovenia, Ungheria e Liechtenstein, oltre a parti adiacenti di Paesi Bassi, Slovacchia, Serbia, Croazia, Transilvania (Romania occidentale) e Transcarpazia (Ucraina occidentale). I Celtiberi dell'Iberia occidentale condividevano molti aspetti della cultura, anche se non generalmente lo stile artistico. A nord si estendeva la contemporanea Età del Ferro preromana dell'Europa settentrionale, compresa la cultura di Jastorf della Germania settentrionale e della Danimarca e fino alla Galazia in Asia Minore (oggi Turchia).
Centrata sull'antica Gallia, questa cultura divenne molto diffusa e comprende un'ampia varietà di differenze locali. Spesso si distingue dalle culture precedenti e vicine soprattutto per lo stile La Tène dell'arte celtica, caratterizzato da decorazioni curvilinee "a vortice", soprattutto nella lavorazione dei metalli.

## Origine e sviluppo

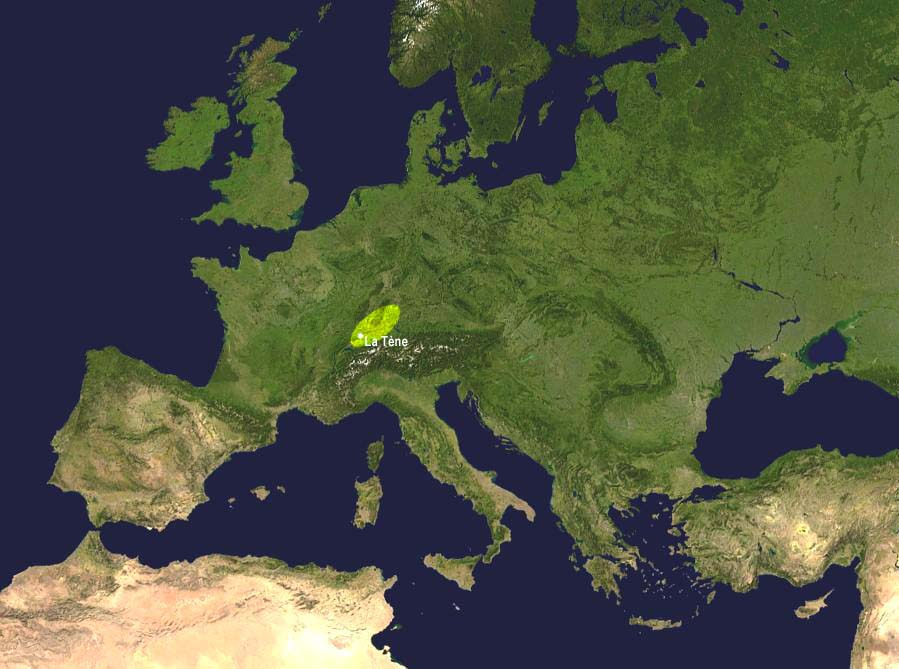
L'area originaria della cultura di La Tène, nel V secolo a.C.

Questa cultura ebbe il massimo sviluppo durante la tarda età del ferro (450 - 50 a.C.) nella Francia orientale, in Svizzera, in Austria, nella Germania sud-occidentale, nella Repubblica Ceca, in Ungheria, in Inghilterra in Irlanda e nord Italia. Viene suddivisa in tre fasi: 
- "La Tène antico" (VI secolo a.C.),
- "La Tène medio" (ca 450 – 100 a.C.),
- "La Tène tardo" (I secolo a.C.).

La Tène si sviluppò dalla cultura di Hallstatt (età del ferro), senza nessuna rottura culturale definita, a seguito dell'influenza della cultura greca e poi della civiltà etrusca. Uno spostamento degli insediamenti si ebbe nel IV secolo.
La nostra conoscenza di questa cultura proviene dai dati forniti dalle fonti antiche e dalla ricerca archeologica ed etnografica, che suggerirebbe una certa sopravvivenza artistica e culturale di La Tène nelle regioni tradizionalmente celtiche della più lontana Europa occidentale.
Alcune delle società archeologicamente identificate come appartenenti al La Tène furono definite dagli autori greci e romani del V secolo a.C. con i termini di "celtiche" e "galliche". Erodoto individuava i Keltoi alle sorgenti del Danubio, nel cuore della cultura di La Tène.
È difficile valutare se questo significhi che l'intera cultura di La Tène possa essere attribuita ad un popolo celtico unificato. Gli archeologi hanno concluso ripetutamente che la lingua, la cultura materiale e l'associazione politica non sono necessariamente parallele.
Frey nota che nel V secolo a.C. "le abitudini di sepoltura nel mondo celtico non erano uniformi;  piuttosto, i gruppi localizzati avevano proprie credenze, che, di conseguenza, determinarono espressioni artistiche distinte".
Anche la precedente fase finale della cultura di Hallstatt, circa 650-450 a.C., era diffusa in tutta l'Europa centrale e la transizione in quest'area è stata graduale, rilevata principalmente attraverso i manufatti d'élite in stile La Tène, che compaiono per la prima volta ai margini occidentali dell'antica regione di Hallstatt.

## Storia

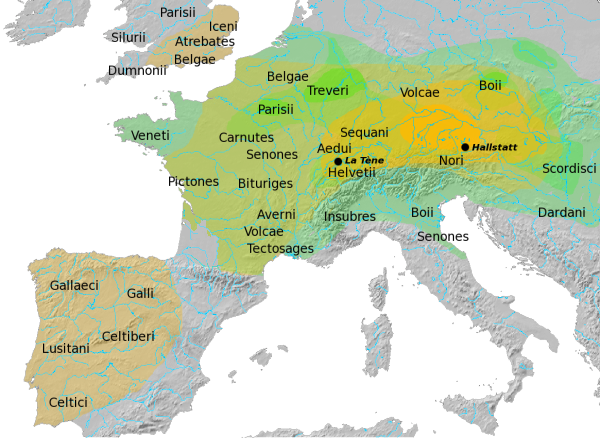
Estensione della cultura di Hallstatt (in giallo) e della cultura di La Tène (verde)

Sebbene non vi sia accordo sull'esatta regione in cui la cultura di La Tène si sviluppò per la prima volta, vi è un ampio consenso sul fatto che il centro della cultura si trovasse ai margini nord-occidentali della cultura di Hallstatt, a nord delle Alpi, nella regione compresa tra le valli della Marna e della Mosella e la parte della Renania vicina. A est, l'estremità occidentale dell'antica area centrale di Hallstatt nella moderna Baviera, nella Repubblica Ceca, in Austria e in Svizzera formò una "Provincia di stile orientale" in qualche modo separata all'inizio di La Tène, unendosi con l'area occidentale in Alsazia. Nel 1994, a Glauberg, in Assia, a nord-est di Francoforte sul Meno, è stato scavato un insieme prototipico di tombe d'élite dell'inizio del V secolo a.C., in una regione che in passato era stata considerata periferica rispetto alla sfera di La Tène. Il sito di La Tène stesso si trovava quindi vicino al margine meridionale dell'area "centrale" originaria (come anche il sito di Hallstatt per il suo nucleo).
L'insediamento di una colonia greca, presto di grande successo, a Massalia (l'odierna Marsiglia) sulla costa mediterranea della Francia portò a grandi scambi commerciali con le aree di Hallstatt lungo i sistemi fluviali del Rodano e della Saona, e le prime sepolture dell'élite di La Tène, come la tomba di Vix in Borgogna, contengono beni di lusso importati insieme a manufatti prodotti localmente. La maggior parte delle aree era probabilmente controllata da capi tribù che vivevano in fortezze in cima alle colline, mentre il grosso della popolazione viveva in piccoli villaggi o fattorie in campagna.
Nel 500 a.C. gli Etruschi si espansero fino a confinare con i Celti nell'Italia settentrionale e il commercio attraverso le Alpi iniziò a superare quello con i Greci, mentre la via del Rodano andò in declino. Le aree in espansione comprendevano il medio Reno, con grandi depositi di minerali di ferro, le regioni della Marna e della Champagne e anche la Boemia, anche se qui il commercio con l'area mediterranea era molto meno importante. I legami commerciali e la ricchezza hanno senza dubbio giocato un ruolo nell'origine dello stile di La Tène, anche se la sua entità rimane molto discussa; sono evidenti motivi specifici di derivazione mediterranea, ma il nuovo stile non dipende da essi.
Barry Cunliffe nota la localizzazione della cultura di La Tène durante il V secolo a.C., quando sorsero "due zone di potere e innovazione: una zona Marna-Mosella a ovest, con legami commerciali con la Pianura Padana attraverso i passi alpini centrali e la cultura di Golasecca, e una zona boema a est, con legami separati con l'Adriatico attraverso le vie alpine orientali e la cultura venetica".
Dalla loro patria, la cultura di La Tène si espanse nel IV secolo a.C. in gran parte dell'odierna Francia, Germania ed Europa centrale, e oltre, nella penisola iberica, Italia settentrionale e centrale, Balcani e persino in Asia Minore, nel corso di diverse grandi migrazioni. I manufatti in stile La Tène iniziano a comparire in Gran Bretagna all'incirca nello stesso periodo, e in Irlanda più tardi. Lo stile dell'arte "insulare di La Tène" è un po' diverso e i manufatti si trovano inizialmente in alcune parti delle isole e non in altre. I movimenti migratori sembrano, nel migliore dei casi, solo in parte responsabili della diffusione della cultura di La Tène in queste e forse in altre parti d'Europa.
A partire dal 400 a.C. circa, le testimonianze del commercio mediterraneo diventano scarse; ciò può essere dovuto al fatto che le popolazioni celtiche in espansione cominciarono a migrare verso sud e verso ovest, entrando in violento conflitto con le popolazioni consolidate, compresi gli Etruschi e i Romani. Anche la vita stanziale in gran parte delle patrie di La Tène sembra essere diventata molto più instabile e soggetta a guerre. Nel 387 a.C. circa, i Celti sotto Brenno sconfissero i Romani e poi saccheggiarono Roma, affermandosi come la minaccia più importante per la patria romana, uno status che avrebbero mantenuto attraverso una serie di guerre romano-galliche fino alla conquista finale della Gallia da parte di Giulio Cesare nel 58-50 a.C.. I Romani impedirono ai Celti di spingersi molto a sud di Roma, ma dall'altra parte dell'Adriatico i gruppi passarono attraverso i Balcani per raggiungere la Grecia, dove Delfi fu attaccata e saccheggiata nel 279 a.C., e l'Asia, dove la Galazia fu stabilita come area celtica dell'Anatolia. In questo periodo lo stile La Tène si stava diffondendo nelle isole britanniche, anche se apparentemente senza significativi spostamenti di popolazione.
Dopo il 275 a.C. circa, l'espansione romana nell'area di La Tène iniziò con la conquista della Gallia Cisalpina. La conquista della Gallia Celtica seguì nel 121 a.C. e fu completata con le guerre galliche degli anni '50 a.C.. La cultura gallica si assimilò rapidamente a quella romana, dando origine alla cultura ibrida gallo-romana della Tarda Antichità.

## Società
La produzione metallurgica di La Tène è caratterizzata da complicati intrecci a spirale su oggetti di vario genere. Si possono individuare alcuni elementi ornamentali che richiamano l'arte del popolo degli Sciti. Sepolture molto ricche ed elaborate rivelano la presenza di un'estesa rete commerciale.
All'inizio la popolazione viveva in insediamenti dominati dalle fortezze collinari dei capi. Nel "La Tène medio", invece, si svilupparono gli oppida.

## Cultura materiale

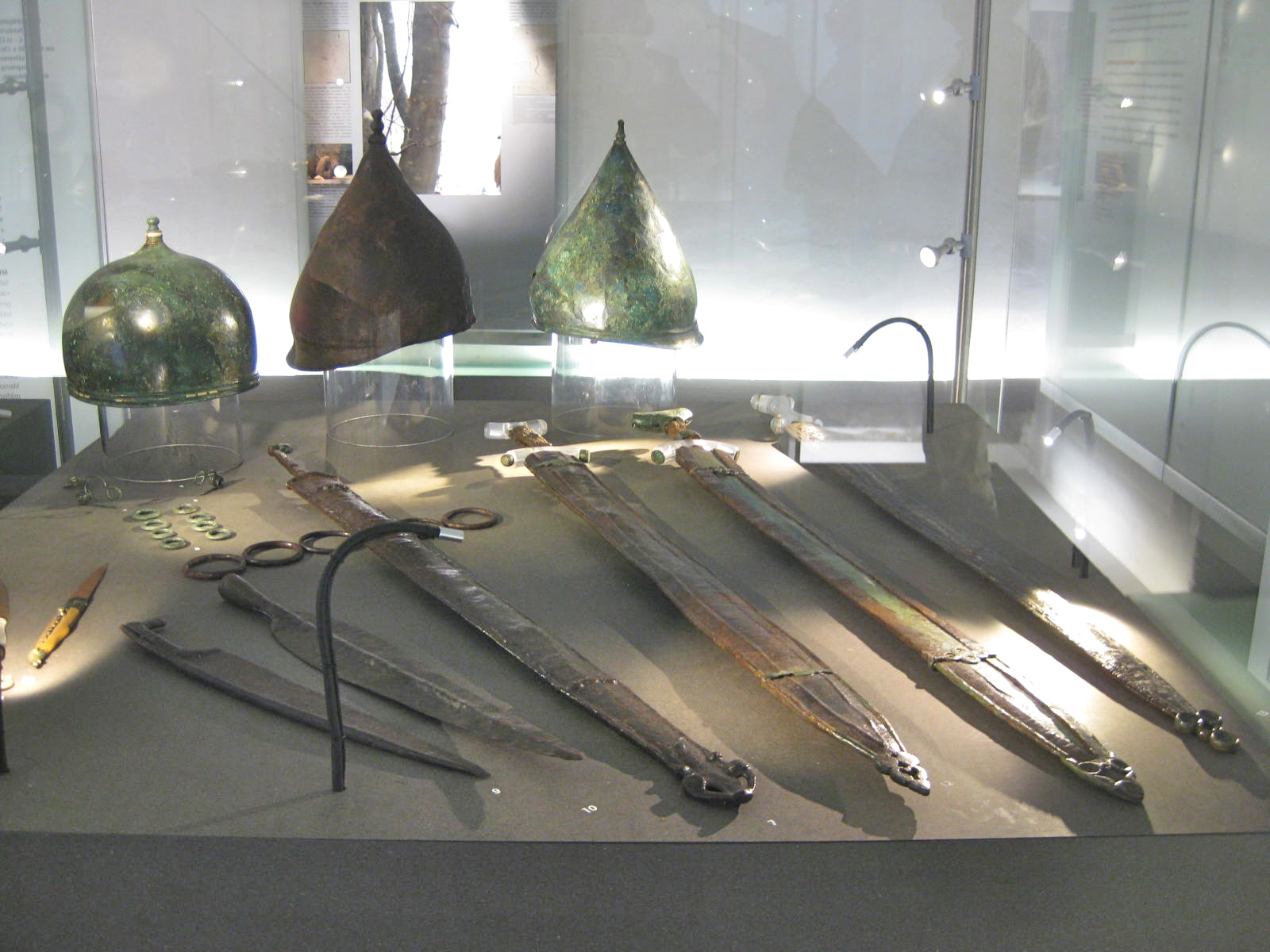
Spade ed elmi da Hallein, Austria

La metallurgia di La Tène in bronzo, ferro e oro, sviluppatasi tecnologicamente dalla cultura di Hallstatt, è caratterizzata stilisticamente da spirali e intrecci inscritti e intarsiati, su raffinati vasi di bronzo, elmi e scudi, bardature per cavalli e gioielli d'élite, in particolare gli anelli per il collo chiamati torque e le elaborate chiusure chiamate fibule. È caratterizzato da forme animali e vegetali curvilinee, eleganti e stilizzate, alleate con la tradizione di Hallstatt dei motivi geometrici.
Il primo stile dell'arte e della cultura di La Tène è caratterizzato principalmente da decorazioni statiche e geometriche, mentre il passaggio allo stile evoluto costituisce un passaggio a forme basate sul movimento, come le triscele. Alcuni sottoinsiemi dello Stile evoluto contengono tendenze di design più specifiche, come il ricorrente rotolo serpeggiante dello stile Waldalgesheim.
Inizialmente gli abitanti di La Tène vivevano in insediamenti aperti, dominati dalle fortezze collinari dei capi tribù. Lo sviluppo di città, gli oppida, appare nella cultura di metà La Tène. Le abitazioni dei La Tène erano costruite da carpentieri piuttosto che in muratura. I popoli di La Tène scavavano anche pozzi rituali, in cui venivano gettate offerte votive e persino sacrifici umani. Le teste mozzate sembravano avere un grande potere e venivano spesso rappresentate nelle incisioni. Le sepolture includevano armi, carri e beni d'élite e domestici, evocando una forte continuità con l'aldilà.
Le sepolture elaborate rivelano anche un'ampia rete di scambi commerciali. A Vix, in Francia, una donna d'élite del VI secolo a.C. è stata sepolta con un "mescitore di vino" in bronzo di grandi dimensioni prodotto in Grecia. Le esportazioni dalle aree culturali di La Tène verso le culture del Mediterraneo si basavano su sale, stagno, rame, ambra, lana, cuoio, pellicce e oro.
Manufatti tipici della cultura di La Tène sono stati rinvenuti anche in Scandinavia, Germania settentrionale, Polonia e nei Balcani. È quindi comune parlare di "periodo di La Tène" anche nel contesto di queste regioni, anche se non hanno mai fatto parte della cultura di La Tène vera e propria, ma sono state collegate al suo nucleo centrale attraverso il commercio.

## Voci correlate

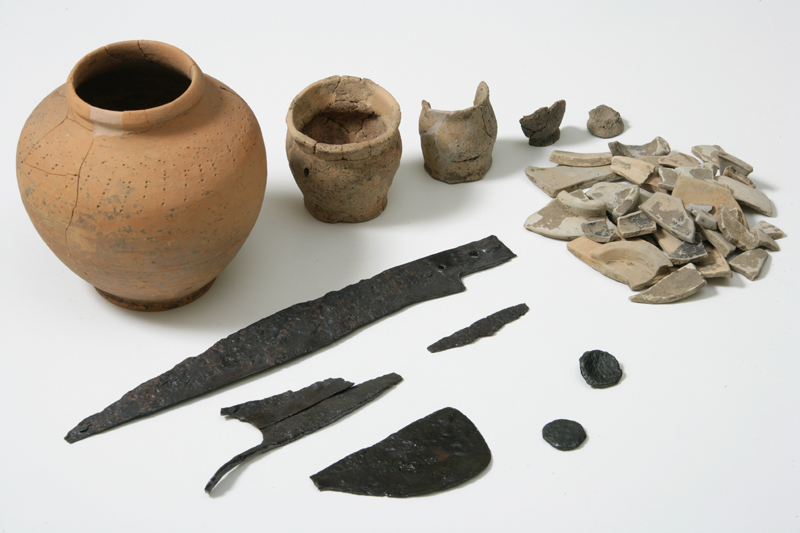
Corredo di tomba ad incinerazione conservato nel museo civico di Castelleone.